# Гелена Данська
Гелена Данська (дан. Helene af Danmark; бл. 1180 — 22 листопада 1233) — данська принцеса, володарка Гардінгу, у шлюбі — герцогиня Люнебургу. Родоначальниця пізньої гілки династії Вельфів.

## Біографія
Гелена була молодшою дочкою короля Данії Вальдемара I Великого (онука великого князя київського Мстислава І) і принцеси Софії (правнучки князя Ярополка Ізяславича).
Сестра королів Данії Кнуда VI й Вальдемара II Переможця і королеви Франції Інгеборги.
Влітку 1202 року в Гамбурзі Гелена вийшла заміж за герцога Вільгельма Люнебурзького, ставши невісткою герцога Саксонії і Баварії Генріха Лева і його дружини, англійської принцеси Матильди.
У Гелени та Вільгельма був один син, майбутній герцог Брауншвейг-Люнебурзький Отто I Дитя.
Після ранньої смерті її чоловіка, герцога Вільгельма, 1213 року його брат імператор Священної Римської імперії Оттон IV взяв на себе правління Люнебургом як регент малолітнього Оттона Дитя. Оттон був призначений спадкоємцем аллодіальних володінь Вельфів його дядьком Генріхом V Старшим.
Герцогиня Гелена померла 1233 року і була похована в бенедиктинському монастирі Святого Михайла в Люнебурзі.